# فلوريان تولمييس
فلوريان تولمييس (31 يناير 1986 في فرنسا - ) (بالفرنسية: Florian Taulemesse)‏ هو لاعب كرة قدم فرنسي في مركز الهجوم. لعب مع نادي أوريويلا ونادي جازيليك أجاكسيو ونادي ساباديل ونادي غويونيون ونادي كارتاخينا ونادي ميلوز ونادي يوبين وMoratalla CF ‏ ونادي تيراسا ‏.

## وصلات خارجية
- فلوريان تولمييس على موقع قاعدة بيانات كرة القدم.إي يو (الإنجليزية)
- فلوريان تولمييس على موقع Soccerway.com (الإنجليزية)